# Bahretal
Bahretal je obec v německé spolkové zemi Sasko, nacházející se v zemském okrese Saské Švýcarsko-Východní Krušné hory. Má přibližně 2 100 obyvatel.

## Geografie
Bahretal leží v oblasti Saského Švýcarska. Nejvyšším bodem je vrch Herbstberg (442 m). Skrze Bahretal protékají řeky Bahre a Seidewitz. Území obce protíná dálnice A17 spojující saské hlavní město Drážďany s českou dálnicí D8.

## Historie
Jednotlivé vesnice tvořící Bahretal jsou středověkého založení. Obec Bahretal vznikla roku 1994 sloučením čtyř do té doby samostatných obcí.

## Správní členění
Obec Bahretal se dělí na 8 místních částí:
- Borna
- Friedrichswalde
- Gersdorf
- Göppersdorf
- Nentmannsdorf
- Niederseidewitz – spolu s Oberseidewitz a Zwirtzschkau
- Ottendorf
- Wingendorf

## Pamětihodnosti
- evangelické kostely v Ottendorfu, Friedrichswalde a Borně
- zámek Ottendorf